# Festival d'art pyrotechnique de Cannes

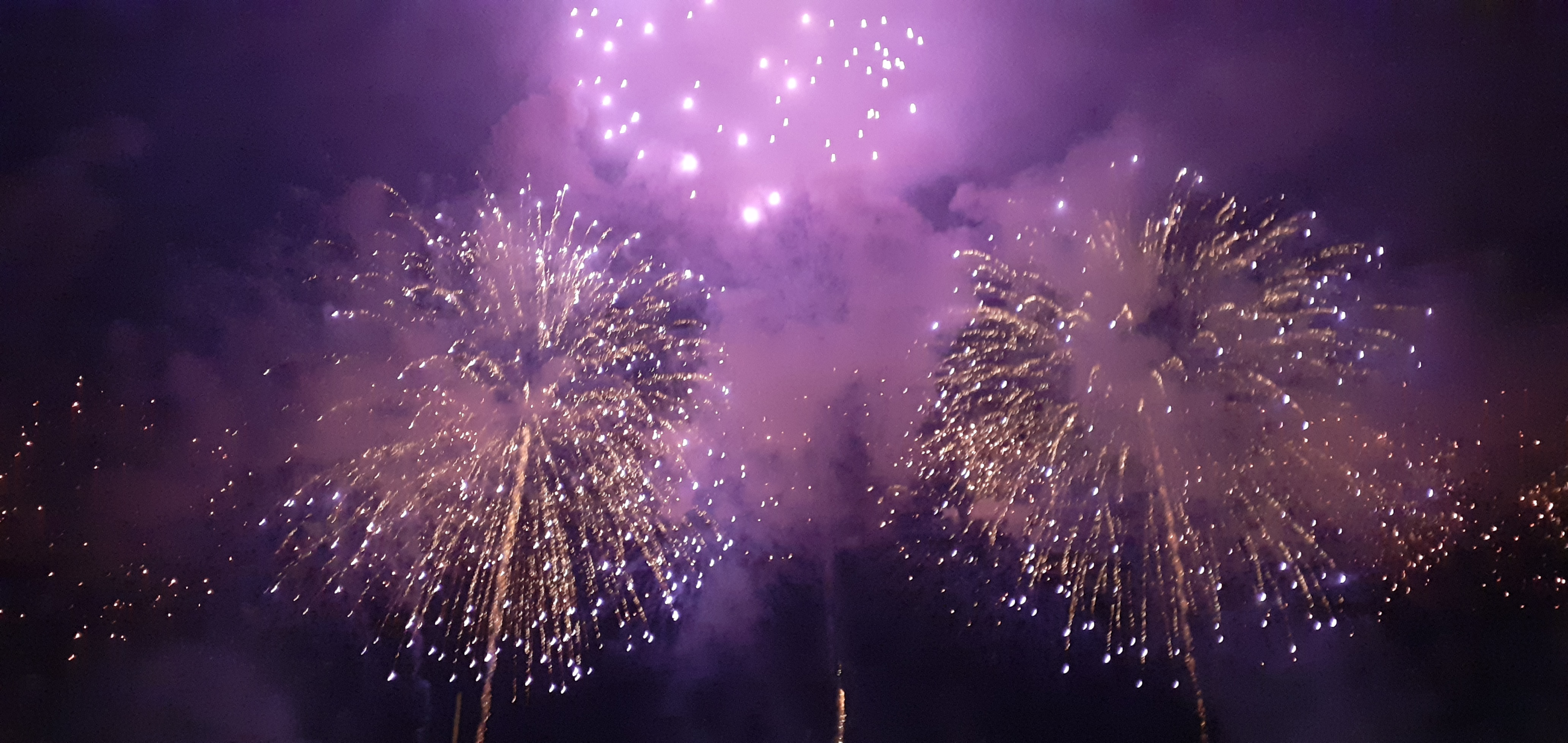
Tir du 21 juillet 2021 au-dessus de la baie de Cannes

Le festival d'art pyrotechnique de Cannes est un festival organisé en juillet et août dans la baie de Cannes au cours duquel se déroule une compétition internationale d'art pyrotechnique mettant en jeu annuellement une « Vestale d'argent » et tous les quatre ans une « Vestale d'or ».

## Historique

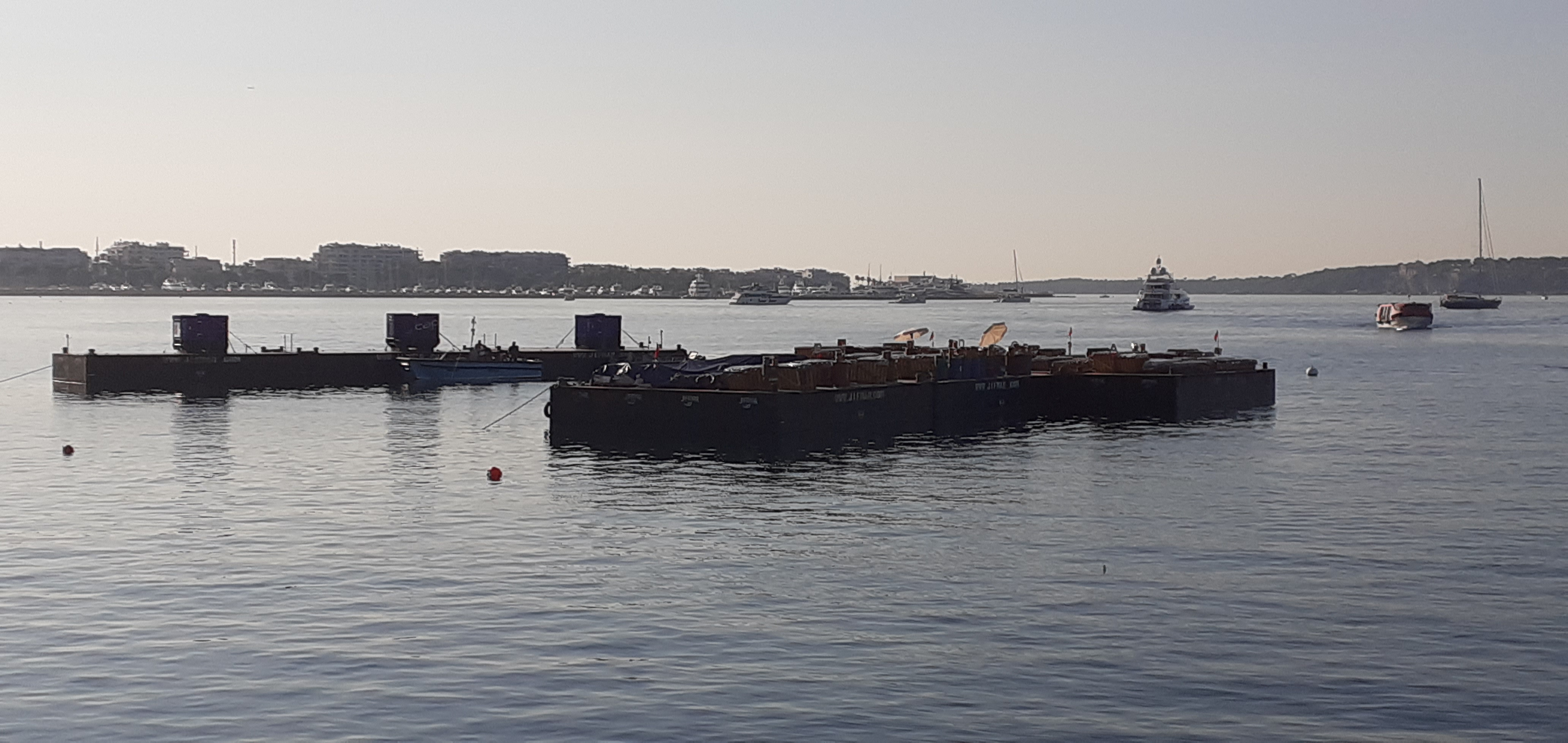
Préparation du feu d'artifice sur barges dans la baie de Cannes

L'origine de la manifestation remonte à 1967, lorsque la société Ruggieri et la ville de Cannes développent de concert une compétition internationale entre les plus célèbres artificiers de l'époque. Mises à feu sur des barges ancrées dans la baie, les joutes sont orchestrées au rythme d'une bande musicale et chorégraphiées au fil d'un thème symbolique. Le concept variera par légères touches au fil des ans tandis que les performances des artificiers, toujours plus spectaculaires, gagneront en sophistication et en originalité pour faire du festival l'un des rendez-vous pyrotechniques les plus réputés au monde.

## Spectacle

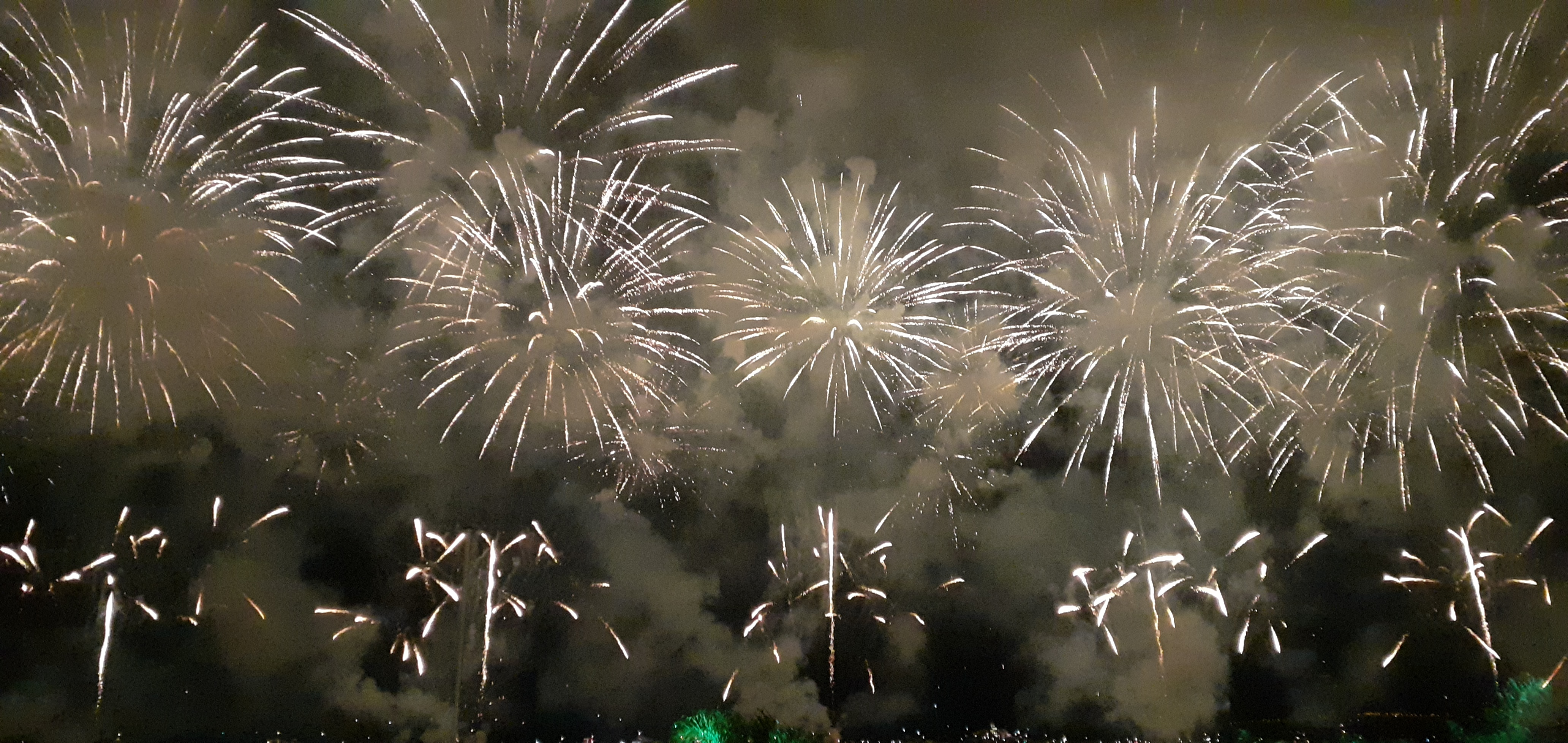
L'embrasement de la baie de Cannes

Chaque été, six tirs (3 en juillet, 3 en août) de vingt-cinq minutes environ chacun, sont réalisés. Ils attirent plusieurs dizaines de milliers de spectateurs (80 000 spectateurs par soirée en 1998, plus de 100 000 personnes en 2021) qui, les yeux levés, viennent admirer les fugaces créations que les plus grands maîtres artificiers exposent sous le ciel étoilé de la baie de Cannes. La fascination pour cet art universel, qui allie la créativité la plus exubérante à la maîtrise d'ingrédients de nature explosive, a donné à la compétition une réputation mondiale.

## Compétition

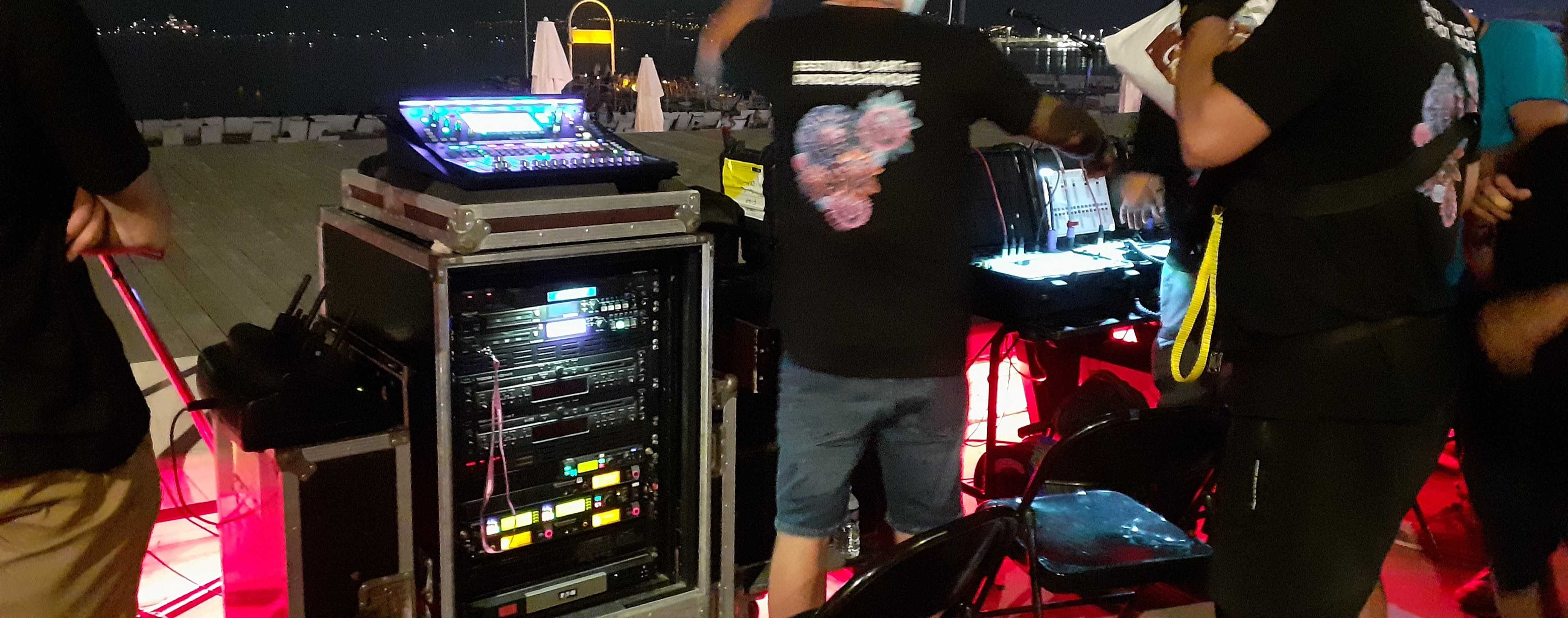
Vue partielle de la régie de tir sur la promenade de la Croisette

Chaque année, les artificiers sélectionnés concourent pour la « Vestale d'argent » et, tous les quatre ans, les lauréats reviennent s'affronter pour la « Vestale d'or », précieux sésame remis « au meilleur d'entre tous » .
Innovation, richesse esthétique, mise en scène, synchronisation, rythmique, autant de critères considérés par le jury pour évaluer chacune des fresques multicolores musicales en compétition. Parallèlement, les spectateurs ont depuis plusieurs années la possibilité de voter pour décerner le Prix du public : pour celui-ci, au-delà des aspects techniques des performances, il s'agit d'un véritable coup de cœur et d'une reconnaissance, très prisée des artistes dompteurs de bombes et autres poudres magiques.

## Vainqueurs
| Année | Vestale d'or                                          | Vestale d'argent                                      | Prix spécial du jury                                       | Grand prix du public               |
| ----- | ----------------------------------------------------- | ----------------------------------------------------- | ---------------------------------------------------------- | ---------------------------------- |
| 2023  | SUGYP Suisse                                          |                                                       | Jost Autriche                                              | Lux Factory France                 |
| 2022  |                                                       | SUGYP Suisse                                          | North Star Fireworks Norvège                               | North Star Fireworks Norvège       |
| 2021  |                                                       | Lux Factory France                                    | Grand Final France                                         | Pyragric France                    |
| 2020  |                                                       | Manifestation annulée (Pandémie de Covid-19)          |                                                            |                                    |
| 2019  |                                                       | Feuerwerke Jost Autriche                              | Rozzi Famous Firewoks États-Unis                           | Feuerwerke Jost Autriche           |
| 2018  | Alpha Pyro France                                     | Dragon Fireworks Philippines                          | Jupiter Argentine                                          | Dragon Fireworks Philippines       |
| 2017  |                                                       | Alpha Pyro France                                     | Dragon Fireworks Philippines                               | Alpha Pyro France                  |
| 2016  |                                                       | Joho Pyro Finlande                                    | Arteventia France                                          | Joho Pyro Finlande                 |
| 2015  |                                                       | Jupiter Argentine                                     | Surex Pologne                                              | Pyrotex Fireworks Angleterre       |
| 2014  | Khan Russie                                           | Non communiqué                                        | Non communiqué                                             | Khan Russie                        |
| 2013  |                                                       | Vaccalluzzo Pirotecnia Italie                         | Pyro Magic Hong Kong                                       | Vaccalluzzo Pirotecnia Italie      |
| 2012  |                                                       | Pirotecnia Zaragozana Espagne                         | Pirotecnica Morsani Italie                                 | Pirotecnia Zaragozana Espagne      |
| 2011  |                                                       | Khan Russie                                           | Pyragric France                                            | Pyragric France                    |
| 2010  | Prestatech France                                     |                                                       |                                                            | Surex Pologne                      |
| 2009  |                                                       | Prestatech France                                     | Pyrovision Autriche                                        | Surex Pologne                      |
| 2008  |                                                       | Flash Barrandov République tchèque                    | Royal Pyrotechnie Canada                                   | Flash Barrandov République tchèque |
| 2007  |                                                       | Weco Feuerwerk Allemagne                              | Fuegos artificiales Jupiter Argentine                      | Pirotecnia Caballer Espagne        |
| 2006  | Féerie France                                         |                                                       |                                                            |                                    |
| 2005  |                                                       | Féerie France                                         | Pirotecnia Igual Espagne Fiatlux Québec (mention spéciale) |                                    |
| 2004  |                                                       | Brézac Artifices France                               | Pirotecnica Scarpato Italie                                |                                    |
| 2003  |                                                       | Grupo Luso Pirotecnia Portugal                        | Panzera Italie                                             |                                    |
| 2002  | Kimbolton Fireworks (en) Starlight Design Royaume-Uni |                                                       |                                                            |                                    |
| 2001  |                                                       | Kimbolton Fireworks (en) Starlight Design Royaume-Uni | Pirotecnia Caballer Espagne                                |                                    |
| 2000  |                                                       | Sunny Group Chine                                     | Arc en ciel France                                         |                                    |
| 1999  |                                                       | Pyragric France                                       | Igual Espagne                                              |                                    |
| 1998  |                                                       | Bugano Suisse                                         |                                                            |                                    |